# August Bassy
August Bassy (* 25. Mai 1903 in Baumgarten, Kreis Kreuzburg; † 16. Februar 1932 in Bankau, Kreis Kreuzburg, Oberschlesien) war ein deutscher Arbeiter. Er wurde bekannt als Opfer eines vielbeachteten Falls politischer Gewalt in der Spätphase der Weimarer Republik.

## Leben
Bassy war ein Sohn des August Bassy und dessen Ehefrau. Seinen Lebensunterhalt verdiente er als landwirtschaftlicher Arbeiter in Bankau im Kreis Kreuzburg. Er lebte dort in einer Gutswohnung.
Am 14. Januar 1930 heiratete Bassy Anna Clara Mandrossa (* 1. November 1904 in Landsberg, Kreis Rosenberg). Aus der Ehe gingen zwei Kinder hervor.

### Der Mordfall August Bassy
Am 16. Februar 1932 geriet der Arbeiter Ernst Bassy, der politisch der Kommunistischen Partei zuneigte, in einem Gasthaus in Bankau mit einem Nationalsozialisten namens Smyerek aneinander. Der Streit verlief jedoch ohne Tätlichkeiten. Bassy suchte anschließend seinen Bruder August Bassy auf. Er berichtete seinem Bruder von dem Vorgefallenen und riet ihm, seine Wohnung während der kommenden Nacht zu verlassen, weil die örtlichen Nationalsozialisten wiederholt mit Überfall und Totschlag gedroht hätten.
Während Ernst Bassy die Wohnung rechtzeitig verließ, zögerte sein Bruder, da er in die vorangegangene Auseinandersetzung nicht verwickelt gewesen war. Erst gegen 19.30 Uhr und auf Drängen seiner Frau verließ er seine Wohnung. Auf der Dorfstraße bemerkte Bassy dann einen ihm entgegenkommenden Trupp von Menschen. Nichts Gutes ahnend lief er mit seiner Frau in die nahegelegene Gutswohnung seines Vaters. Die Eltern hatten sich bereits zu Bett gelegt. Bassys ältere Schwester schloss ihren Bruder, um ihn vor dem vernehmbar näher kommenden Mob zu schützen, in eine Kammer hinter der Küche ein.
Wenige Minuten später erschien eine etwa zwanzig Mann starke Gruppe unter Führung des Gutsinspektors Baumert. Sie fragten nach Bassy und begannen, die Wohnung nach ihm abzusuchen. Schließlich wurde Bassys Vater, in dessen Zimmer der Schlüssel aufbewahrt wurde, gezwungen, die Kammer aufzuschließen. Der Nationalsozialist Smyerek schlug mit einer Axt gegen die Tür, die Bassy von innen zuhielt, um sie zu zertrümmern. Bald darauf fielen mehrere Schüsse, die durch die kleinen Kammerfenster abgegeben wurden: Der Vater Bassys brach durch einen Genickschuss getroffen zusammen, während der Sohn sich mit einem langen Brotmesser, das er in der Kammer gefunden hatte, verteidigte. Es fielen nun zahlreiche weitere Schüsse und Bassy brach ebenfalls, durch etwa acht Schüsse getroffen, zusammen.
Die Nationalsozialisten entfernten sich vorerst, im Glauben, dass Bassy tot sei. Sie ließen allerdings einige Horchposten in der Nähe des Hauses zurück. Bassys Ehefrau versuchte, die Verletzten zu verbinden. Nach etwa zehn Minuten erschien der Gutsinspektor Baumert erneut mit seinen Leuten, da er informiert worden war, dass Bassy noch lebte. Bitten von Bassys Ehefrau, diesen zu schonen, wies Baumert grob ab („Ach was, Sie müssen auch darunter leiden.“). Auf Drängen von Baumert schlugen zwei andere Männer mit schweren Holzscheiten auf den schwerverletzt am Boden Liegenden ein, bis er zur Unkenntlichkeit zerschlagen war.
Ein medizinischer Sachverständiger stellte später fest, dass der Tote von mehreren Kugeln getroffen worden war: Eine habe die obere Brust durchschlagen, eine andere habe das Gehirn zerrissen, eine dritte sei in den Unterleib eingedrungen und die vierte habe Bassy am Arm verwundet. Die beiden zuerst genannten Verletzungen seien in ihrer Wirkung tödlich gewesen.

### Bewertung der Tat
Der brutale Mord zog seinerzeit ein erhebliches Maß an Aufmerksamkeit in der Presse auf sich, wobei die Tat von Zeitungen fast jeder politischen Richtung scharf verdammt wurde. Einig Zeitungen druckten sogar ein Polizeifoto mit der Leiche des Toten ab.
Die sozialdemokratische Volksstimme sprach beispielsweise davon, dass Bassy regelrecht „abgeschlachtet“ worden sei und dass der Vorgang ein „grauenerregendes Beispiel politischer Verrohung“ wie auch ein „Ausblick auf die Rechtszustände“ und die Sicherheit sei, die im Dritten Reich herrschen würden, falls die NSDAP an die Macht gelangen sollte.
In der Reichstagssitzung vom 24. Februar 1932 brachte der Abgeordnete August Weber von der Staatspartei den Fall zur Sprache:
„Ich erinnere den Reichstag daran, dass vor einigen Tagen in Oberschlesien in einem kleinen Ort des Regierungsbezirks Oppeln ein unglücklicher Landarbeiter mit seiner Frau auf dem Nachhauseweg von Mitgliedern der Nationalsozialistischen Arbeiterpartei überfallen worden ist, in das Haus seiner Eltern flüchtete, dass durch die Tür des Hauses drei Revolverschüsse abgegeben wurden - man sieht die Frivolität der Menschen - und der Mann durch drei Schüsse verwundet wurde. Alsdann drangen die Nationalsozialsiten in das Haus ein und töteten doesen unglücklichen Mann in Gegenwart seiner armen Frau.“
Nationalsozialistische Abgeordnete machten während dieser Darlegungen dem Protokoll zufolge Zwischenrufe, wie „In welchem Kino ist denn das aufgeführt?“. Der Abgeordnete Richard Schaller wurde vom Sitzungspräsidenten wegen einer nicht-überlieferten rohen Bemerkung zur Ordnung gerufen.

### Verarbeitung
Als Reaktion auf die Ermordung von Bassy erschien 1932 die Reportage Hitlers Menschenjäger. Aufnahmen daraus wurden von dem Künstler John Heartfield für die Montage Das Mörderkreuz verwendet.

### Der Prozess
Die Tötung des August Bassy wurde im Mai 1932 in einem Prozess vor dem Schwurgericht in Oppeln aufgearbeitet. Den Vorsitz führte der Landgerichtsdirektor Kunze.
Angeklagt waren fünfzehn, meist jüngere Nationalsozialisten aus den Orten Kreuzburg und Bankau. Ihnen wurde gemeinschaftlich ausgeführte vorsätzliche Tötung, schwerer Landfriedensbruch und öffentliche Zusammenrottung zur Last gelegt.
Mehrere Angeklagte waren vorbestraft, so der SA-Führer Smyrek dreimal, zuletzt mit 18 Monaten Haft und fünf Jahren Ehrverlust. Vier andere Angeklagte waren wegen Eigentumsvergehens vorbestraft.
Alle fünfzehn Angeklagte gestanden ihre Anwesenheit in Bankau am 16. Februar, stritten aber ab, an der Tötung Bassys beteiligt gewesen zu sein. Die Haupträdelsführer Baumert und Symerek stellten in ihren Aussagen die Behauptungen auf, dass alle fünfzehn Mann in Notwehr gehandelt hätten: Die Nationalsozialisten in Bankau seien seit langem kommunistischem Terror ausgesetzt gewesen. Die Kreuzburger SA sei am fraglichen Abend telefonisch um Hilfe gebeten worden, nachdem Symerek von einem Kommunisten mit einem Messer verletzt worden sei. Die Kreuzburger SA-Leute seien bald darauf in Bankau eingetroffen. Die Pistolen seien den Männern, so Symereck, in der Dunkelheit in die Hand gedrückt worden, wobei er nicht mehr wisse, von wem. Baumert gab an, dass er zunächst nur die Absicht gehabt habe, den Streit zu schlichten und den kommunistischen Messerstecher zu verhaften.
Der Prozess ergab, dass wahrscheinlich der SA-Truppführer Kynast mehrere Schüsse auf Bassy abgegeben hatte. Dies sei jedoch aus Notwehr geschehen, weil er befürchtet habe, dass Bassy auf die Gruppe schießen wolle.
Die Strafen, die die Tatbeteiligten erhielten, fielen durchweg gering aus: Sie lagen zwischen drei Monaten und drei Jahren Haft. Die in der Wahrnehmung vieler Zeitgenossen übermäßige Milde der Strafen löste im Bezirk Beuthen eine Welle von Protesten aus.

## Weitere Folgen
Eine Quelle berichtet, dass Bassys Bruder Ernst Bassy, der angeblich SPD-Funktionär war, am 5. März 1933 von SA-Leuten umgebracht wurde. Dieselbe Quelle gibt allerdings irrtümlich den 2. Februar 1933 (sic!) als Todestag von Bassy an.
Auch in anderen zeitgenössischen Quellen, wie dem 1934 erschienenen Braunbuch II (Dimitroff contra Göring), wird berichtet, dass im März 1933 zwei Brüder Bassy in Bankau ums Leben gekommen seien. Dies bezieht sich wahrscheinlich auf Ernst Bassy und einen weiteren Bruder von August Bassy namens Emil Bassy.
Am 6. März erschien in zahlreichen Zeitungen eine identische Meldung, der zufolge es am Vortag in Bankau zu einer Schießerei gekommen sei, in deren Verlauf zwei kommunistische Gebrüder Bassy durch Schüsse schwer verletzt worden seien, wobei einer der einen Bauchschuss erlitten hatte, inzwischen gestorben sei.
Dokumentarisch überliefert ist jedenfalls der auf Anzeige des Bürgermeisters von Kreuzburg als Ortspolizeibehörde beurkundete Tod eines siebzehnjährigen Arbeiters namens Emil Bassy (* 1915/1916 in Eichborn, Kreis Kreuzburg), wohnhaft in Bankau, in der Krankenanstalt Bethanien in Kreuzburg am 5. März 1933.
Das „Grab der Gebrüder Bassy“ auf dem Pfarrfriedhof von Bakow existiert bis heute.

## Foto
- Foto von Bassy mit seinen zwei Kindern in der Roten Fahne vom 25. August 1932 („Unsern Vater hat die SA. erschlagen“)